# 纽由
纽由（유유，？ - 244年），東部人， 高句丽将领，於《三國史記》與密友同列傳記載。
公元244年（魏正始五年），毌丘俭率数万魏军出玄菟入侵高句丽。高句丽东川王在与毌丘俭的战争中惨败逃往南沃沮。 毌丘俭屠杀丸都城后，派魏将王頎穷追不舍。纽由自行向東川王獻策，並詐降带着美食犒劳敵軍，將一魏將一刀刺胸与之同归于尽。因此魏国军队开始溃散，东川王成功发起反攻复国。曹魏自乐浪撤退後，東川王以紐由為首功作為追思。